# Scandiano
Scandiano là một thị xã ở Emilia-Romagna, Italia, thuộc tỉnh Reggio Emilia. Thị xã có dân số 24.700 người thời điểm cuối tháng 3 năm 2009.
Đây là quê hương của thủ tướng Ý Romano Prodi. Những người dân nổi tiếng khác có: nhà thơ Matteo Maria Boiardo, nhà sinh học Lazzaro Spallanzani, nhà nhiếp ảnh Luigi Ghirri.

## Kết nghĩa
- Blansko, Cộng hòa Séc, từ năm 1964
- Tubize, Bỉ, từ năm 1975
- Almansa, Tây Ban Nha, từ năm 1989